# 塞尔吉乌·切利比达克
塞爾吉烏·傑利畢達克（羅馬尼亞語：Sergiu Celibidache，羅馬尼亞語：[ˈserd͡ʒju t͡ʃelibiˈdake]；1912年6月28日—1996年8月14日），罗马尼亚指挥家，作曲家，音乐理论家和教师。他在羅馬尼亞接受教育，然後前往巴黎和柏林。傑利畢達克的職業音樂生涯跨越了五十年，曾擔任慕尼黑愛樂樂團、柏林愛樂樂團和幾個歐洲管絃樂團的首席指揮，他在晚年於德國美因茨大學與位在賓夕法尼亞州費城的柯蒂斯音樂學院任教。

## 生平

### 早年
塞爾吉烏·傑利畢達克於1912年6月28日出生於羅馬尼亞，父亲是一位地方行政官員。傑利畢達克幼年在家乡罗马尼亚学习鋼琴，后来前往法国巴黎学习音樂、哲學與數學。
他的父親想要他在羅馬尼亞從政，然而，傑利畢達克於1936年選擇參加德國柏林音樂音樂學院，他在那裡學師從海因茨·泰森學習作曲，師從库特·汤玛斯、瓦爾特·格邁爾德（Walter Gmeindl）和弗里茨·斯坦因學習指揮。他在柏林柏林洪堡大学繼續攻讀博士學位，在那裡他師從尼古拉·哈特曼和愛德華·施普蘭格爾學習哲學，師從阿诺德·谢林和乔治·舒内曼學習音樂學。他曾指挥柏林广播乐团，并在指挥比赛中获奖。他在1944年順利獲得學位。傑利畢達克在柏林進行研究期間，受到他的老師馬丁·施泰因克（Martin Steinke）的影響，接觸到禅宗佛教的信條對於他的世界觀和工作產生影響。

### 1945–54年

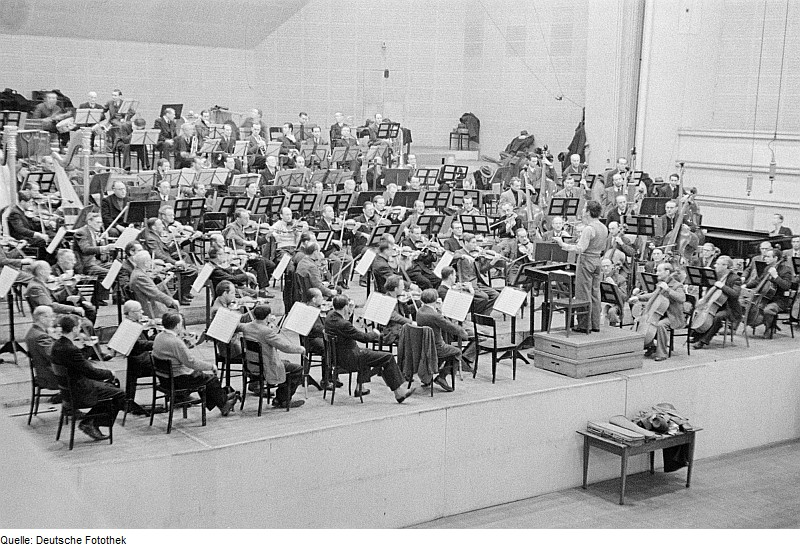
1946年，切利比达克指挥柏林爱乐乐团

1945年，柏林爱乐乐团音乐总监富特文格勒因为其在战争中與纳粹關係密切，遭到美国为首的盟军起诉，暂时被取消了职务，不能继续负责乐团的管理工作。所幸曾任該團指揮的里奧·波查德被相中，由於反納粹及其蘇俄德裔出身的特殊身份，獲時任蘇聯軍官尼古拉·别尔扎林授意執掌樂團的指揮大權，惟3個月後波查德在音樂會結束後歸宅途中遭檢查哨站士兵誤殺，導致柏林爱乐頓时群龙无首。傑利畢達克临危受命，担任柏林爱乐乐团的常任指挥，此时的傑利畢達克刚从音乐学院毕业，年仅三十三岁。虽然切利比达克没有什么经验，但他对此项工作非常负责认真，日以继夜的努力，其成果有目共睹，所以很快就树立了威信，并且成为一个最具吸引力的新生代指挥家。他将柏林爱乐保持在一流水准，还大大地扩充柏林爱乐樂團的演出曲目，让乐团走出传统曲目的圈子。柏林爱乐接触了很多二十世纪作曲家的音乐作品。其间，傑利畢達克留下了少量录音。
1947年，富特文格勒解禁归来，与切利比达克合作，共同管理柏林爱乐乐团。在合作过程中，傑利畢達克从这位前辈身上学到了很多，对富特文格勒毕恭毕敬。
可是在1954年富特文格勒逝世后，接替成为柏林爱乐首席指挥的是指挥新星卡拉扬，并不是傑利畢達克，而卡拉扬最终成为柏林爱乐终生指挥。傑利畢達克对此相当失望伤心，下定决心离开了柏林愛乐，很久都未回到柏林。但是柏林人并没有忘记他，当他率领斯图加特广播交响乐团到柏林指挥布鲁克纳第八交响曲的时候，柏林人给予了他热烈的欢迎。他在1940年代後期和50年代於英國演出，部分原因是由於鋼琴家艾琳·喬伊斯和她的經理人的推薦。喬伊斯說，傑利畢達克是她合作過的指揮中最偉大的一位，「他是唯一一個進入我的靈魂的指揮」。

### 1954年之后
切利比达克之后便辗转于欧州、美國、日本等地客串指挥，与众多广播交响乐团合作，并先后于斯德哥尔摩广播交响乐团、法国国家管弦乐团、汉堡交响乐团等处任擔任常任指挥。1958年被第一次邀请到斯图加特广播交响乐团，后来两者合作增多。1969年，斯图加特广播交响乐团的总指挥汉斯·穆勒·克雷逝世，1972年由切利比达克出任艺术指导，把乐团的水準提高，并且留下的大量录音，现在由德意志留声机分成60张CD出售。从1954年到1979年指挥慕尼黑愛樂樂團，1979年出任音乐总监直至逝世為止，其间录製的视频音像由EMI发行。
1983年，切利比达克执教于费城。後於1992年再次指挥柏林爱乐乐团。
傑利畢達克於1996年8月14日在巴黎附近的皮蒂维耶区埃松河畔拉讷维尔去世，享年84歲。他被安葬在埃松河畔拉纳维尔墓園。

## 評價
傑利畢達克的音樂演出影響許多觀眾。1984年，他在卡內基音樂廳與柯蒂斯音樂學院管弦樂團合作，《紐約時報》的評論家約翰·羅克韋爾称這是二十五年來最好的音樂演出。
傑利畢達克的指挥特色是演奏速度很慢。有人认为，这是他受“玄”学的影响之故。他的拿手曲目是布鲁克纳和布拉姆斯的交響曲。但他拒绝指挥马勒的作品。切利對音樂的要求相當特別，他曾說：「音乐不是声音，音乐是‘无’......是在某种条件下，能够从声音中得以产生的东西」。這句話可以顯示關於他的美學的超驗層次的理念。縱使生涯後半他並不像卡拉揚那樣擁有第一流的樂團，但其藝術境界卻感染了許多與他合作的樂團與藝術家們。
他的另一指揮特点就是進行非常多的排练。在擔任柏林爱乐指揮期间，他就规定每场音乐会之前须有十次以上的排演。對於維也納愛樂樂團，也曾要求多達二週的排練期，即便以同時代的工作常規來說，仍是非常嚴格的例子。
傑利畢達克非常讨厌录音，他認為唱片「只是僵死的文獻」，絕不能和「活生生的音樂」等同──他觉得唱片里的声音犹如罐头里的豆粒一样，其生命力无从提起；他聲稱聽者無法從音樂廳外獲得“先驗經驗”，所以他在音乐会的演出次數更多。「錄音會破壞音樂…… 錄音，就像是失去了原味的青豆罐頭。」他早期曾尝试录了一些音乐，但他对效果很不满意。自此他便极端排斥录音，并且为了录音的事务还和别人发生过争执。虽然如此，还是有許多未經授權的各类形式的录音流传于世──大多数录音是广播录音──1998年，即傑利畢達克去世兩年後，他的遺孀和兒子才同意與唱片公司簽約。

## 作品

### 音樂作品 (管弦樂)
在他死後，大部分所創作的作品，甚至總譜/手稿也沒有被公開。到目前為止，只有一首作品有錄音及公開:
- Der Taschengarten (袖珍花園), 1978年創作

## 爭議
- 切利比达克在擔任慕尼黑愛樂樂團首席指揮時，引起性別歧視的爭議和指責，曾導致長達12年之久的訴訟[10]。

## 外部連結
- 塞尔吉乌·切利比达克的Discogs页面（英文）
- 塞尔吉乌·切利比达克在Allmusic上的頁面
- 塞尔吉乌·切利比达克相关资料（德文）（页面存档备份，存于）
- Life After Death：关于切利比达克去世后发行的CD之评论（英文）（页面存档备份，存于）
- Sergiu Celibidache – The Last of the Mad Genius Conductors?（英文）
- František Sláma Archive（页面存档备份，存于）. More on the history of the Czech Philharmonic between the 1940s and the 1980s: Conductors
- 切利比达克基金会网站 （页面存档备份，存于）（英文）